# Isola di Wadleigh
L'isola di Wadleigh (Wadleigh Island) fa parte dell'arcipelago Alessandro, nell'Alaska sud-orientale (Stati Uniti d'America). Amministrativamente appartiene alla Census Area di Prince of Wales-Hyder dell'Unorganized Borough. L'isola si trova all'interno della Tongass National Forest.

## Storia
Il nome dell'isola è stato pubblicato per la prima volta nel 1943 da US Coast and Geodetic Survey (USC&GS) e deriva dal toponimo  Wadleigh Rock (dei scogli situati a sud-ovest dell'isola).

## Geografia
L'isola si trova nella baia di San Alberto (San Alberto Bay) a ovest dell'isola Principe di Galles (Prince of Wales Island) di fronte alla cittadina di Klawock (abitanti 854 (2000); 55°33′18″N 133°05′07″W). L'elevazione massima dell'isola è di circa 222 metri.

### Masse d'acqua
Intorno all'isola sono presenti le seguenti masse d'acqua (da nord in senso orario):
- Stretto di North Entrance (North Entrance)[5] 55°36′41″N 133°06′56″W - Lo stretti si trova all'estremo nord dell'isola, e la divide dall'isola Principe di Galles (Prince of Wales Island).
- Insenatura di Klawock (Klawock Inlet)[6] 55°31′52″N 133°07′27″W - Si estende tra l'abitato di Craig e quello di Klawock; l'insenatura divide l'isola di Wadleigh dall'isola "Principe di Galles".
- Baia di San Alberto (San Alberto Bay)[7] 55°32′24″N 133°14′13″W - La baia, che "bagna" tutta la parte occidentale dell'isola, collega la baia di Bucareli (Bucareli Bay) con il canale di San Christoval (San Christoval Channel).
- Insenatura di Shinaku (Shinaku Inlet)[8] 55°34′49″N 133°09′25″W - Si trova a sud del lago di Big Salt (Big Salt Lake) e divide la parte nord-occidentale dell'isola dall'isola "Principe di Galles".

### Isole limitrofe
Intorno all'isola sono presenti (nelle immediate vicinanze) le seguenti isole (da nord in senso orario):
- Isola di Peratrovich (Peratrovich Island)[9] 55°34′44″N 133°06′36″W - L'isola, lunga circa 3,5 chilometri e con una elevazione di 56 metri, si trova a nord-est di Wadleigh ad una distanza minima di 280 metri.
- Isola di Klawock (Klawock Island)[10] 55°32′59″N 133°06′24″W - L'isola, lunga circa 1,5 chilometri e con una elevazione di 28 metri, in realtà è collegata con un ponte all'abitato di Klawock, e si trova a est di Wadleigh ad una distanza minima di circa 1,1 chilometri.
- Isola di Clam (Clam Island)[11] 55°31′09″N 133°09′29″W - L'isola, con una estensione di circa 860 metri, si trova all'estremità meridionale dell'isola di Wadleigh (Wadleigh Island) alla distanza minima di circa 1 chilometro.
- Isole di Alberto (Alberto Islands)[12] 55°32′20″N 133°10′45″W - Il gruppo di isole, con una estensione di 3,2 chilometri e una elevazione di 3 metri, si trova all'estremità meridionale dell'isola di Wadleigh (Wadleigh Island) la più vicina delle quali dista meno di 100 metri.
- Isola di Abbess (Abbess Island)[13] 55°33′26″N 133°10′39″W - L'isola, con una lunghezza di circa 1,4 chilometri e una elevazione di 21 metri, si trova nel nord-est della baia di San Alberto (San Alberto Bay) vicina all'isola di Wadleigh a circa 570 metri.

### Promontori
Sull'isola sono presenti alcuni promontori:
- Promontorio di Entrance (Entrance Point)[14] 55°31′13″N 133°08′48″W - L'elevazione del promontorio è di 7 metri e si trova all'estremo sud dell'isola.